# Hochwasserwarnstufen in Deutschland
Hochwasserwarnstufen dienen der Klassifizierung von Wasserständen an fließenden Gewässern in Deutschland. Anhand der Alarmstufen und dem dazu für das jeweilige Gewässer festgestellten Wasserstand lassen sich Gefährdungen für die Bevölkerung ableiten. Maßnahmen, welche bei den beschriebenen Warnstufen zu ergreifen sind, werden durch die jeweiligen Bundesländer und deren Landkreise explizit bestimmt.
Die nach den aufgeführten Warnstufen eingeklammerten Begriffe beschreiben vorgegebene allgemeine Verhaltensweisen.
Bedeutung der Alarmstufen:

## Warnstufe 1 (Meldebeginn)

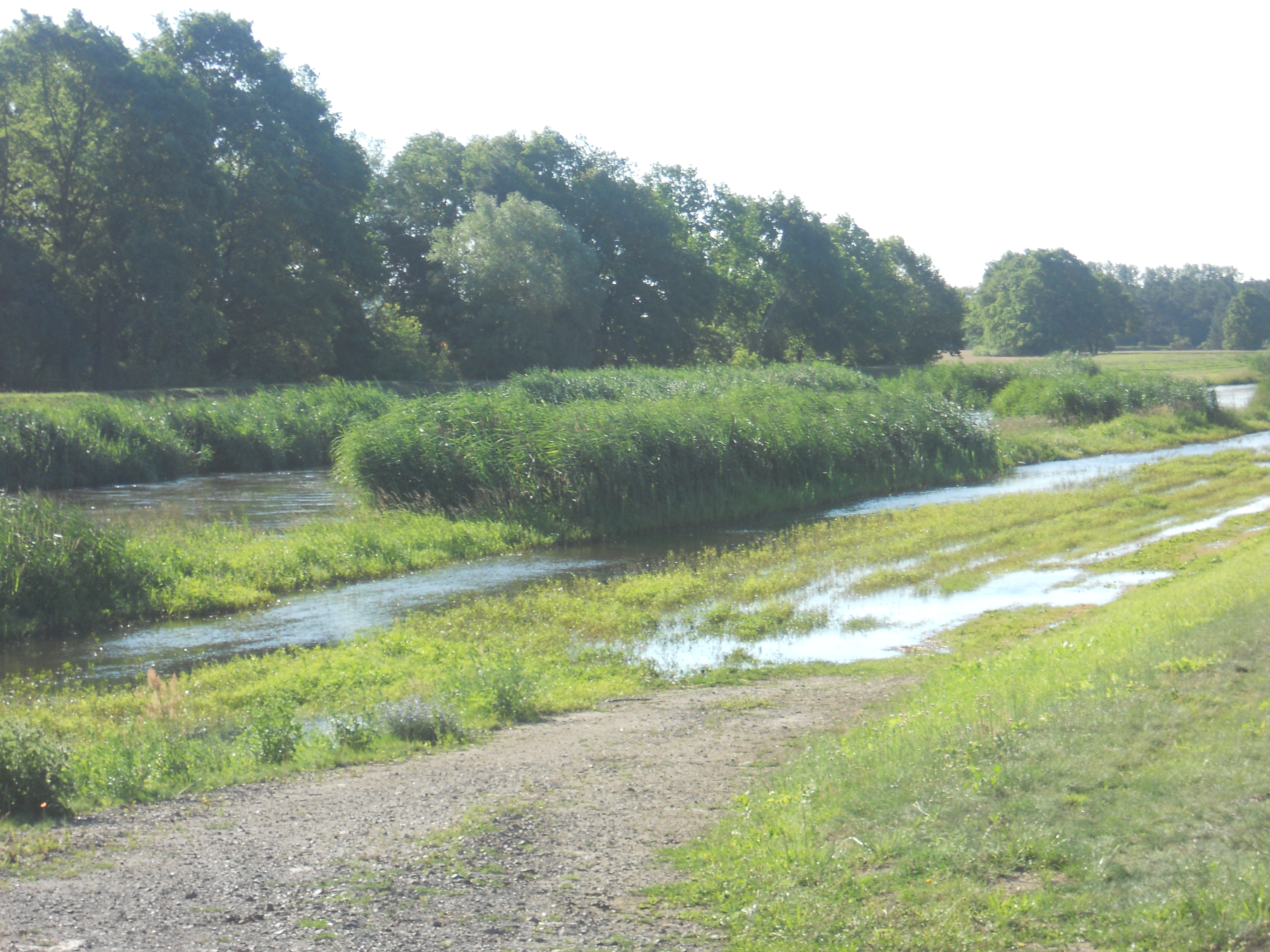
Beispiel Warnstufe 1

Das Flussbett ist bordvoll, stellenweise sind kleinere Ausuferungen möglich. Es besteht noch keine Gefährdung der Anlieger. Eine erhöhte Wachsamkeit wird empfohlen.

## Warnstufe 2 (Kontrolldienst)
Ausuferungen, die bei eingedeichten Gewässern bis an den Deichfuß reichen, beginnen. Land- und forstwirtschaftliche Flächen sind überflutet, teilweise sind leichte Verkehrsbehinderungen an Hauptverkehrs- und Gemeindestraßen möglich. Es erfolgt eine Kontrolle von Gewässern, gefährdeten Anlagen und Objekten sowie der Ausuferungsbereiche. Abflusshindernisse müssen beseitigt werden.

## Warnstufe 3 (Wachdienst)

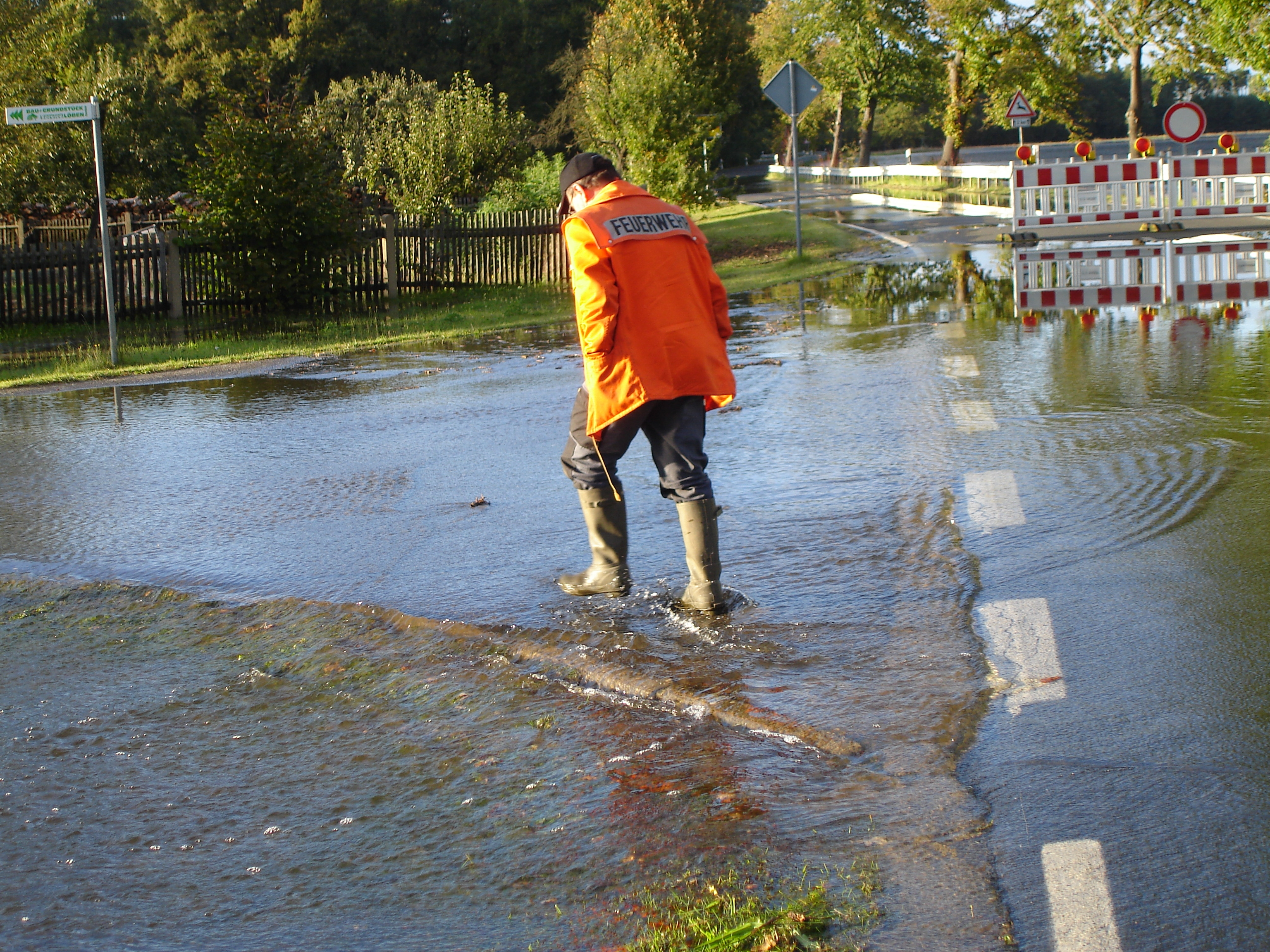
Beispiel Überflutung (Warnstufe 3)

Eine Überflutung einzelner Grundstücke, Straßen oder Keller ist möglich. Überörtliche Verkehrsverbindungen können gesperrt sein. Bei eingedeichten Gewässern steht das Wasser bis zur halben Deichhöhe. Ein ständiger Wachdienst auf den Deichen durch die Wasser-/Feuerwehren ist sicherzustellen. Vorbeugende Sicherungsmaßnahmen an Gefahrenstellen, die Beseitigung örtlicher Gefährdungen und Schäden werden notwendig. Beginnende Maßnahmen zur Deichverteidigung werden ergriffen, es erfolgt die Auslagerung von Hochwasserbekämpfungsmaterialien an bekannte Gefahrenstellen.

## Warnstufe 4 (Hochwasserabwehr)

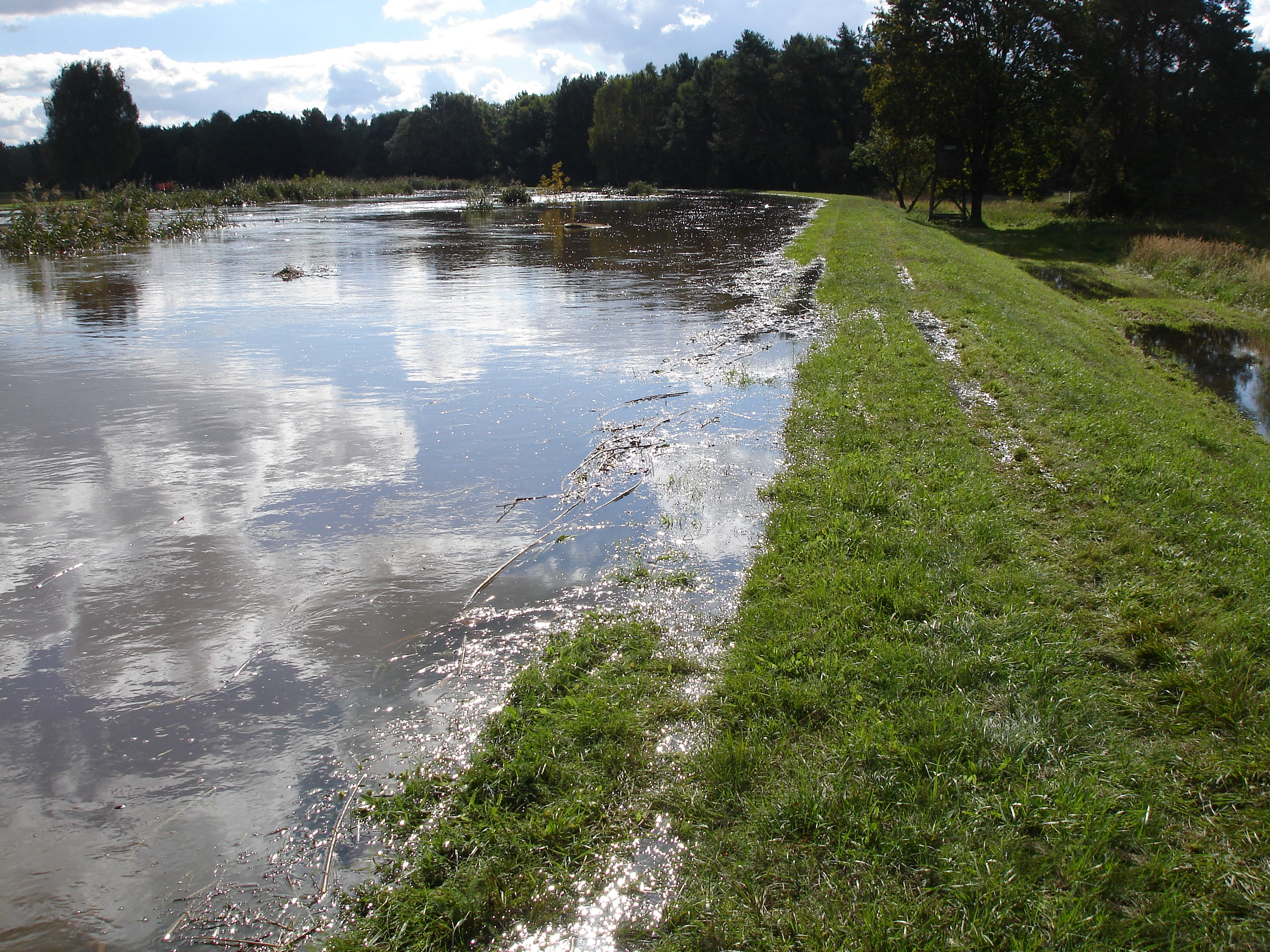
Beispiel einer bevorstehenden Deichüberströmung

Größere Flächen werden überflutet, es besteht eine unmittelbare Gefährdung für Menschen, Tiere, Objekte und Anlagen. Die Standsicherheit der Deiche ist gefährdet. Die Gefahr der Deichüberströmung ist gegeben. Aktive Abwehrmaßnahmen von Deichverteidigung bis zur Evakuierung von Mensch und Tier können notwendig werden.